# Record (database)
In informatica un record (in italiano anche registrazione), è un oggetto o una struttura di dati eterogenei fatta da dati compositi, contenente cioè un insieme di campi o elementi, ciascuno dei quali identificato da un nome univoco e da un tipo di dato, il cui valore è detto attributo (ad esempio: un numero intero, un numero in virgola mobile o una sequenza - stringa - di caratteri alfabetici). Il numero complessivo di caratteri che si possono registrare in un record ("lunghezza del record") è fisso.

Nella formalizzazione delle basi di dati relazionali l'elemento corrispondente al record è chiamato tupla. In tal senso i record devono molto alle tradizionali schede cartacee delle biblioteche, da cui riprendono gran parte della struttura.
Solitamente un record è formato nei database (ad esempio Microsoft Access) dalla riga all'interno di una tabella. Si può considerare un insieme di due dati: un puntatore e il dato vero. Il puntatore è l'informazione che richiede il dato. 
| Puntatore | Puntatore |             |
| Dato      | Dato      | << 1 record |

In modo più semplice se si ha una tabella:
| Nome: | Cognome: |
| Mario | Rossi    |

"Nome" e "Cognome" sono i campi del record: i titoli di ciascuna colonna vengono chiamati «campi», e l'insieme di tutti i campi con in più informazioni sul tipo di dato contenuto in quella colonna vengono chiamati «tracciato del record».
Ad esempio si dice che nome è un campo della tabella o un «campo del record», mentre le seguenti informazioni
| NomeCampo | TipoDato                | Dimensione in Byte |
| --------- | ----------------------- | ------------------ |
| ID        | intero                  | 4                  |
| Nome      | stringa di 25 caratteri | 25                 |
| Cognome   | stringa di 35 caratteri | 35                 |
| Età       | intero                  | 4                  |

esplicitano il «tracciato del record», cioè la sua struttura.